# Јован Живојновић
Јован Живојновић (Долово, 1869 — Нови Сад, 1927) био је српски књижевник, професор српског и немачког језика у српској и управитељ гимназије у Новом Саду, први начелник и велики жупан Новог Сада после Великог рата, инспектор Министарства просвете у Београду.

## Живот и каријера

### Образовање
Рођен је у Долову 1869, где је завршио основну школу. Гимназију је започео у Панчеву, а матурирао је у Новом Саду (1891). Као питомац Текелијанума филозофију је студирао у Пешти, где је положио и професорски испит (1896).

### Каријера
Радио је као суплент Учитељске школе у Сомбору (1896 — 1900), професор српског и немачког језика у Српској великој православној гимназији у Новом Саду (1900 — 1914). Био је члан Економског одсека Друштва за Српско народно позориште у Новом Саду (1905 — 1909).
После Првог светског рата у новој држави Краљевини СХС, постављен је за градског начелника и великог жупана Новог Сада (1919). Неко време је радио као инспектор Министарства просвете у Београду и управитељ мушке гимназије у Новом Саду (1925 — 1926).
Преминуо је 1927. године у Новом Саду, и сахрањен је на Успенском гробљу.

## Књижевно стваралаштво
Јован Живојновић се бавио и књижевним радом. Писао је уџбенике, песме, позоришне полемике и позоришне комаде. Сарадњу је имао са следећим новинама:
- Босанска вила (1890, 1895, 1903, 1910)
- Летопис Матице српске  (1901–1924)
- Српски витез  (1914)
- Бранково коло
- Женски свет
- Српски Сион
- Позориште
- Браник